# William Musyoki
William Musyoki (* 25. November 1966) ist ein ehemaliger kenianischer Marathonläufer.
1994 wurde er Dritter bei der Maratona d’Italia. Im Jahr darauf gewann er den Buenos-Aires-Marathon, den Dublin-Marathon und den Lissabon-Marathon.
1996 wurde er Vierter beim Halbmarathon Azkoitia – Azpeitia und siegte bei den 25 km von Berlin, beim Prag-Marathon und beim Lidingöloppet. 1997 wurde er Zweiter beim Frankfurt-Marathon und gewann erneut in Lissabon, 1998 wurde er Vierter beim Vienna City Marathon.
2000 siegte er beim Barcelona-Marathon, beim Porto-Alegre-Marathon und zum dritten Mal in Lissabon. Beim Hamburg-Marathon wurde er Siebter und beim Berlin-Marathon Neunter. 2001 wurde er Dritter beim São-Paulo-Marathon, 2002 folgte einem dritten Platz beim Dubai-Marathon der Sieg beim Sevilla-Marathon.

## Persönliche Bestzeiten
- 10.000 m: 28:04,1 min, 20. April 1991, Walnut
- Halbmarathon: 1:01:31 h, 17. März 1996, Azpeitia
- Marathon: 2:12:18 h, 19. März 2000, Barcelona